# آستا ۱۰۴۱

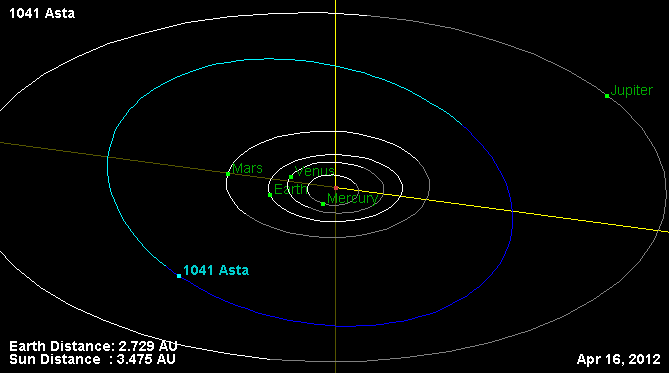
نمایش استا در منظومهٔ شمسی

سیارک ۱۰۴۱ (به انگلیسی: 1041 Asta، نامگذاری:1925FA) هزار و چهل و یکمین سیارک کشف شده‌است که در ۲۲ مارس ۱۹۲۵ و در هایدلبرگ کشف شد.
قدر مطلق سیارک برابر ۹٫۹۰ است.